# La Fin de la nuit (film)
Pour le roman de François Mauriac, voir La Fin de la nuit.
Pour plus de détails, voir Fiche technique et Distribution.
La Fin de la nuit (Nishant, littéralement « l'aube ») est un film indien de Bollywood réalisé par Shyam Benegal en 1975, qui s'inspire de faits réels survenus dans la région d'Hyderabad. Il a été présenté en compétition au festival de Cannes en 1976. 

## Synopsis
Un instituteur et son épouse arrivent dans un village de la région d'Hyderabad sur lequel une fratrie de zamindars (propriétaires terriens) fait régner la terreur. Le plus jeune des frères s'éprend de la jeune femme et l'enlève. Son mari tente de la libérer par lui-même, puis fait appel, sans succès, à la police, au conseil du village, à la justice, et au prêtre du temple local. Pendant ce temps, dans le palais des zamindars,  Sushila s'accommode de son sort. 
| - Titre original : Nishant - Réalisateur : Shyam Benegal - Scénario : Vijay Tendulkar, Satyadev Dubey - Dialogues : Vijay Tendulkar, Satyadev Dubey - Musique : Vanraj Bhatia - Montage : Bhanudas Divakar - Photographie : Govind Nihalani - Langues : hindi - Genre : drame - Durée : 140 minutes | - Mohan Agashe : Prasad - Shabana Azmi : Sushila - Satyadev Dubey : le prêtre - Kulbhushan Kharbanda : Patel, l'agent de police - Girish Karnad : l'instituteur - Anant Nag : Anjaya - Smita Patil : Rukmani - Amrish Puri : l'aîné des zamindars - Naseeruddin Shah : Vishwam |

## Récompenses
Nishant a reçu en 1976 le National Award du meilleur film hindi.

## Analyse
Le scénario de Nishant est inspiré par l'épopée indienne du Ramayana, dont il prend le contre-pied : Sita, l'épouse de Ram, dont l’enlèvement est au cœur du Ramayana, reste chaste et attend que son époux vienne la délivrer. Sushila, au contraire, finit par accepter sa situation et lorsque son mari arrive finalement pour la libérer, elle choisit de s'enfuir avec son ravisseur. Son comportement est présenté par Benegal comme une "reconnaissance de sa propre sexualité". Le personnage de l'époux est également en décalage avec la figure héroïque qu'est Ram : sa tentative pour libérer Sushila par lui-même échoue vite, et il passe la plus grande partie du film à chercher sans succès des alliés. Cette réinterprétation du Ramayana est mise au service d'une dénonciation du féodalisme. 